# Paulo Sérgio de Oliveira Lima
Paulo Sérgio de Oliveira Lima, detto Paulo Sérgio (Rio de Janeiro, 24 luglio 1953), è un ex calciatore brasiliano, di ruolo portiere.

## Caratteristiche tecniche
Giocava come portiere.

## Carriera

### Club
Incluso nella prima squadra del Fluminense nel 1972, vi rimase fino al 1975 vincendo due edizioni del Campionato Carioca, nel 1973 e nel 1975. Nei due anni seguenti giocò per CSA e Volta Redonda. Nel 1978 passò all'Americano, con cui si mise in evidenza guadagnandosi il trasferimento al Botafogo nel 1980.
Lasciò il club di Rio de Janeiro nel 1985 per passare al Goiás, pochi mesi dopo passò all'América-RJ e, nel 1986, al Vasco. Nel 1988 chiuse la carriera, nuovamente con la maglia dell'América-RJ. Ha giocato a beach soccer in Nazionale dopo essersi ritirato dai campi di calcio.

### Nazionale
Ha giocato 3 partite per il Brasile, venendo incluso tra i convocati per il campionato del mondo 1982.

## Palmarès

### Club

#### Competizioni nazionali
- Campionato Carioca: 2

Fluminense: 1973, 1975